# Prvenstvo Hrvatske u hokeju na travi 1994./95.
Prvenstvo Hrvatske u hokeju na travi na 1994./95. je osvojilo Marathon iz Zagreba. 

## Ljestvice i rezultati

### Poredak 1. lige
```
1. 
Marathon Zagreb

2. 
Mladost Zagreb

3. 
Zelina (Sveti Ivan Zelina)

4. 
Jedinstvo Zagreb

5. 
Concordia Zagreb

6. 
Trešnjevka Zagreb

7. 
Akademičar Zagreb

8. 
Zagreb
```

### Konačni poredak
```
1. 
Marathon Zagreb

2. 
Mladost Zagreb

3. 
Zelina (Sveti Ivan Zelina)

4. 
Jedinstvo Zagreb

5. 
Akademičar Zagreb

6. 
Concordia Zagreb

7. 
Zagreb

8. 
Trešnjevka Zagreb
```